# Alice & Ellen Kessler
Alice i Ellen Kessler ur. 20 sierpnia 1936 w Nerchau, Niemcy) – niemieckie siostry-bliźniaczki, piosenkarki i artystki estradowe, występujące jako duet muzyczny Alice & Ellen Kessler, znane również jako Bliźniaczki Kessler (niem. Die Kessler-Zwillinge, wł. Le Gemelle Kessler, ang. The Kessler Twins). Popularne zwłaszcza w latach 60 i 70.
W 1959 roku reprezentowały Niemcy w 4. Konkursie Piosenki Eurowizji z piosenką „Heute Abend wollen wir tanzen geh’n”.

## Życiorys i kariera artystyczna
Alice i Ellen Kessler urodziły się 20 sierpnia 1936 roku w Nerchau w Saksonii. Ich dwaj bracia zmarli w młodym wieku. Ojciec, uzdolniony muzycznie, od najmłodszych lat kształcił obie córki; w wieku sześciu lat pobierały lekcje baletu, uczyły się akrobatyki oraz gry na akordeonie. W 1947 roku zostały przyjęte do baletu dziecięcego Opery Lipskiej. W 1950 roku zdały z wyróżnieniem egzamin wstępny do szkoły tańca operowego. Ojciec później opuścił rodzinę i wyjechał do Düsseldorfu. W 1952 roku dzięki wizie turystycznej obie córki przyjechały do niego. Szybko zdobyły samodzielność podejmując pracę jako tancerki rewiowe w Palladium w Düsseldorfie. Na początku miały trudności, ale z czasem ich osiągnięcia i talent przyniosły im rozgłos poza granicami Niemiec. Pewnego dnia dostrzegł je właściciel paryskiego kabaretu Lido i postanowił zatrudnić je w swoim zespole, ponieważ uważał, że miały idealne warunki fizyczne (uroda, wdzięk, wzrost 1,76).
W 1954 roku wyjechały do Paryża rozpoczynając karierę w zespole tanecznym Bluebell Girls. Udało im się z czasem przekonać do siebie publiczność. Wśród podziwiających je widzów znaleźli się między innymi: książę Windsoru, Maria Callas, Sophia Loren, Burt Lancaster i Elvis Presley (odbywający wówczas służbę wojskową w Niemczech). Zaczęły być znane jako „Bliźniaczki z Paryża”. Brały również lekcje śpiewu. Otrzymały oferty filmowe z Niemiec i wkrótce zaczęły występować w filmach, a także (od 1958) nagrywać  płyty pod kierownictwem producenta muzycznego Gerharda Mendelsona, który wypatrzył je podczas jednej z sesji zdjęciowych i zaproponował im kontrakt. W 1959 roku zostały wybrane do reprezentowania Niemiec w 4. Konkursie Piosenki Eurowizji w Cannes, jednak ich piosenka „Heute Abend wollen wir tanzen geh’n” zajela dopiero 8. miejsce. W tym czasie wystąpiły także w kilku filmach fabularnych w Niemczech: Okay Mona, Bettelstudent, Gräfin Mariza i we Francji: Magiciennes i La Française et l'amour. 

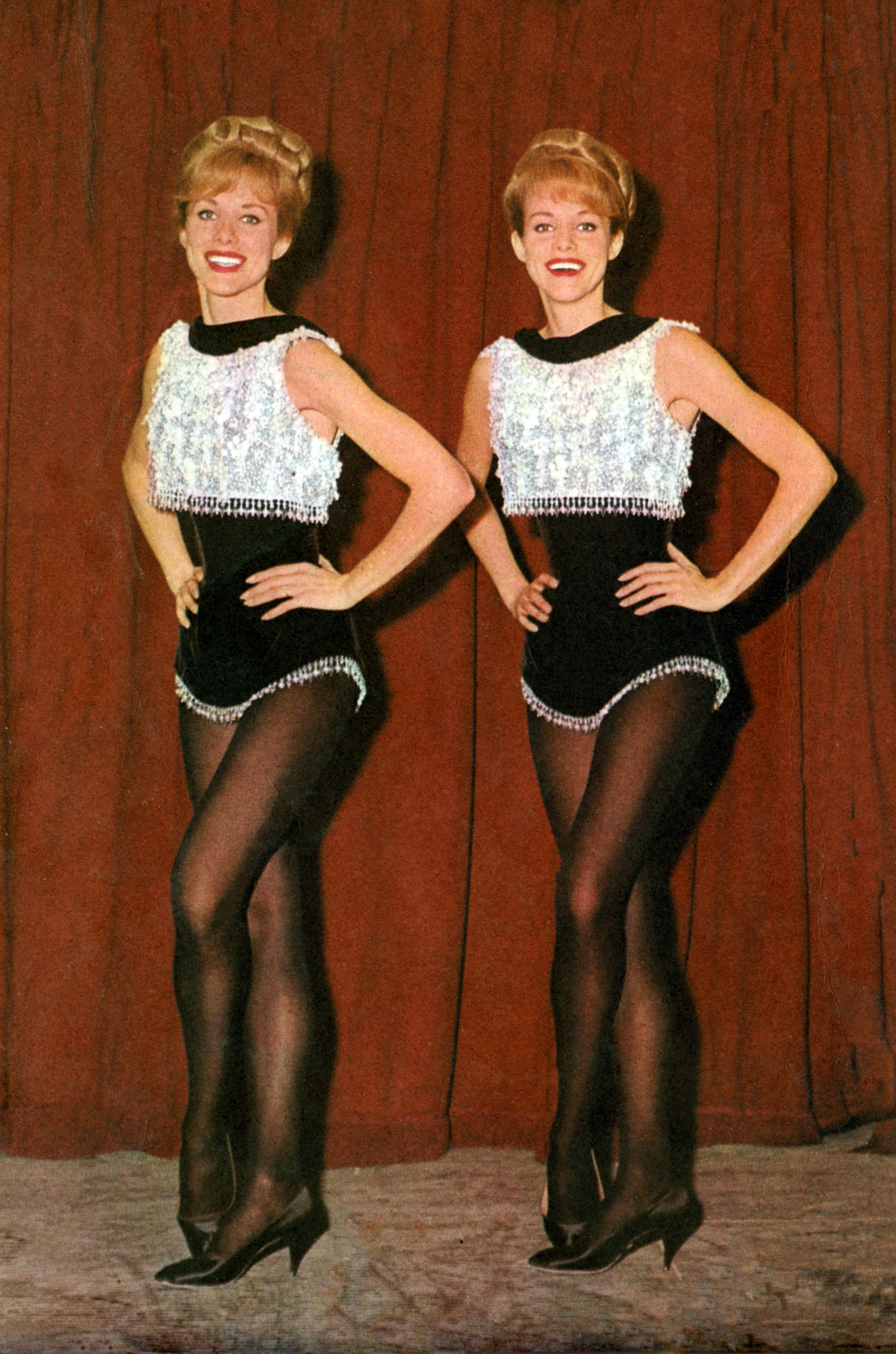
Alice & Ellen Kessler (1965)

W 1961 roku przyjechały do Włoch. Zostały zaangażowane do przedstawienia RAI Giardino d'inverno w reżyserii Antonello Falqui. Pozostały w tym kraju na dłużej zdobywając popularność dzięki swym tanecznym popisom w telewizji. Występując we wszystkich popularnych programach telewizyjnych lat 60. i 70. stały się ikonami włoskich programów rozrywkowych. W 1963 roku zadebiutowały w Stanach Zjednoczonych, w programie Red Skelton Show. Występowały także w przedstawieniach Eda Sullivana, Perry’ego Como i Deana Martina oraz na Broadwayu i w Las Vegas, miały własne programy telewizyjne w Niemczech i za granicą.
Przez dwa lata z powodzeniem występowały, także we Włoszech, w musicalu Viola, Violin und Viola dʼamore. Następnie odbywały gościnne tournée po Japonii, Hiszpanii, Ameryce Południowej i Stanach Zjednoczonych. W 1975 roku w Théâtre de la Monnaie w Brukseli wystawiono z ich udziałem sztukę Siedem grzechów głównych Bertolta Brechta i Kurta Weilla. 
Za swoje osiągnięcia zostały w 1987 roku odznaczone Federalnym Krzyżem Zasługi na Wstędze, a w 2006 roku otrzymały honorowe obywatelstwo Nerchau. Obecnie (2022) mieszkają w swoim domu w Grünwaldzie w Bawarii.
W styczniu 2022 roku wystawiły na licytację swoje kostiumy sceniczne. Dochód z ich sprzedaży został przekazany ofiarom powodzi w Nadrenii Północnej-Westfalii.

## Życie prywatne
Nigdy nie wyszły za mąż, nie mają dzieci. Jak wielokrotnie oświadczały – nigdy nie żałowały swojego wyboru. Trzymają się zawsze razem.